# Bahía de Timbalier
La Bahía de Timbalier (en inglés: Timbalier Bay) es una bahía en el sureste de Luisiana en el sur de los Estados Unidos. La bahía es una entrada del Golfo de México y se encuentra cerca de Nueva Orleans a lo largo de la costa suroeste de la parroquia de Lafouche. Timbalier Isla se encuentra entre la Bahía de Barataria y el Golfo de México. El la nave de guerra de Estados Unidos conocida como USS Timbalier, comisionada de 1946 a 1954, fue llamada así por la Bahía de Timbalier.